# 중앙아시아 축구 연맹 여자 선수권 대회
중앙아시아 축구 연맹 여자 선수권 대회는 중앙아시아 축구 연맹(CAFA)에 속한 국가들간의 여자 축구 대항전이다.

## 대회 결과
| 연도/회차      | 개최국       | 우승         | 준우승 | 3위        | 4위          |
| -------------- | ------------ | ------------ | ------ | ---------- | ------------ |
| 2018년 (제1회) | 우즈베키스탄 | 우즈베키스탄 | 이란   | 타지키스탄 | 키르기스스탄 |

## 같이 보기
아시아의 5대 지역 축구 선수권 대회
- 남아시아 축구 연맹(SAFF): 남아시아 축구 연맹 선수권 대회 / 남아시아 축구 연맹 여자 선수권 대회
- 동아시아 축구 연맹(EAFF): EAFF E-1 풋볼 챔피언십 / EAFF E-1 풋볼 챔피언십 (여자부)
- 서아시아 축구 연맹(WAFF): 서아시아 축구 연맹 선수권 대회 / 서아시아 축구 연맹 여자 선수권 대회
- 동남아시아 축구 연맹(AFF): 동남아시아 축구 연맹 선수권 대회 / 동남아시아 축구 연맹 여자 선수권 대회
- 중앙아시아 축구 연맹(CAFA): 중앙아시아 축구 연맹 선수권 대회 / 중앙아시아 축구 연맹 여자 선수권 대회